# Alain Vivien
Alain Vivien (Melun, Seine-et-Marne, 20 de agosto de 1938) es un político francés, miembro del Partido Socialista (PS), conocido por la presidencia (entre 1998 y 2002) de la Misión Interministerial de lucha contra las sectas (MILS), un organismo interministerial diseñado para observar las actividades de las distintas organizaciones religiosas definidas como "Sectas" (cultos).

## Biografía
Fue alcalde de Combs-la-Ville en dos períodos, entre 1977 y 1983 y entre 1989 y 1992. En 1983 fue elegido diputado de la Asamblea Nacional francesa por el distrito de Seine-et-Marne en las listas del  PS. Autor del informe sobre cultos y sectas en Francia solicitado por el Primer Ministro Pierre Mauroy en 1982, más tarde fue Secretario de Estado en el ministerio de Édith Cresson entre 1991-1992 y a partir de 1997 fue presidente del Centro contra la manipulación mental.

## Premios
- Leipzig Human Rights Award, 11 de mayo de 2002